# Livedo reticularis
Livedo reticularis är en hudmanifestation som yttrar sig i att huden blir blåviolett eller rött marmorerad i ett nätliknande mönster som består av öppna eller slutna cirklar. Huden runt cirklarna eller nätet är ofta gulblek. Oftast drabbas de yttre extremiteterna (ben, händer, fötter). Livedo reticularis uppkommer tillfälligtvis och ibland återkommande, till skillnad från livedo racemosa som är kronisk. I synnerhet livedo reticularis kan vara ofarlig, men det kan också vara ett tecken på en allvarlig sjukdom, eventuellt av akut vårdkaraktär.

## Orsaker
Livedo kommer från latinets livere som betyder blåaktig medan reticularis betyder nätliknande. Fenomenet uppkommer för att blodflödet till hudens blodådror (artärerna eller arteriolerna) avstannar. Det kan således uppstå på mekanisk väg, genom tryck. Det kan också bero på vaskulit, blodpropp eller annat som täpper till ådrorna och därmed förhindrar fritt blodflöde.
Den vanligaste orsaken till livedo reticulartis är att det drabbade hudområdet utsatts för köld, somliga får lätt denna hudmanifestation under de omständigheterna, vilket i så fall är helt ofarligt och då brukar vara ärftligt.
Det kan också uppkomma som svar på systemiska sjukdomar eller sjukdomar i vissa inre organ som indirekt påverkar cirkulationsystemet.

## Differentialdiagnoser
Mönstret vid livedo reticularis uppstår av blodets och ådrornas färg som de syns genom huden. Vid ett annat tillstånd som kallas erythema ab igne förekommer likartade mönster men med hudpigment (hyperpigmentering).
Livedo racemosa, som också beror på synliga ådror, skiljer sig från livedo reticularis genom att mönstret är mera oregelbundet och genom att de synliga ådrorna är bredare, mer fläckartade och mer diffusa.
Om huden i handflatorna är rödfläckig kan det vara palmarerytem.

## Varianter
Nyfödda, barn och ungdomar kan ibland ha ofarlig livedo reticularis, vilket förr kallades cutis marmorata. Tillståndet uppkommer i sådana fall av köld, och när kroppen värms upp igen försvinner hudmanifestationen. Oftast drabbas händernas ovansidor och ben. 
Vid medicinsk chock, hypovolemi och störningar i autonoma nervsystemet kan de drabbade få livedo. Det är då ett symtom på att tillståndet är allvarligt och beroende på orsak eventuellt akut. Samma tillstånd kan uppkomma vid anorexia nervosa, akrocyanos, eller som läkemedelsbiverkning, fall då uppvärmning inte hjälper.
Det finns tecken som kan antyda om liveso reticularis är patologisk eller inte, såsom smärta vid ådrorna, att det uppkommer plötsligt tillsammans med andra allvarliga symtom, att det uppkommer på ovanliga kroppsdelar (i ansiktet, på bålen eller stjärten), eller att märkena är blåmärkesliknande eller tjocka, eller nekrotiska.